# Henri Reneri
Henricus Reneri ou Renerius, né en 1593 à Huy et mort le 20 mars 1639 à Utrecht, est un philosophe néerlandais.

## Biographie
Reneri naît à Huy, dans l'évêché de Liège, en 1593. Il étudie les arts libéraux à l'université de Louvain. Après sa conversion au protestantisme calviniste, en 1616, il  s'installe aux Pays-Bas. Il étudie la théologie au collège wallon de Leyde. Il renonce à devenir pasteur en 1621. Tuteur des enfants de plusieurs marchands d'Amsterdam, y compris d'Adriaan Pauw, il étudie la médecine à l'université de Leyde. En 1631, il  est professeur de philosophie à l'école illustre de Deventer. Il meurt à Utrecht, en 1639, à l'âge de 46 ans.
Reneri a été l'un des meilleurs amis de René Descartes et un admirateur de sa philosophie. Ils se sont rencontrés au cours de l'hiver 1628-1629. Descartes suit Reneri à Deventer et à Utrecht. Néanmoins, Henri Reneri ne doit pas être considéré comme un philosophe cartésien. Une soixante de lettres avec d'éminents universitaires, philosophes, théologiens, diplomates et poètes de la République et à l'étranger, tels que André Rivet , Constantijn Huygens, Pierre Gassendi et Pieter Hooft Corneliszoon, montrent sa grande curiosité.

## Travaux
- Lettre de Pieter Hooft Corneliszoon à Reneri, le 11 mai 1637
- Lettre  de Reneri à Hooft, 16 juin 1637
- Lettre de Reneri à Constantijn Huygens, 22 octobre 1635
- Lettre de Reneri à Huygens, 14 avril 1635
- Lettre de Huygens à Reneri, 29 octobre 1635
- Lettre de Huygens à Reneri, 19 décembre 1637
- Lettre de Reneri à Huygens, 1er janvier 1638